# حامول جنوبي
حامول جنوبي (الاسم العلمي: Cuscuta australis) هو نوع من النباتات يتبع جنس الحامول من الفصيلة المحمودية.